# Carlos Roqueiro
Carlos Alberto Roqueiro Iaropoli (Buenos Aires, 23 de outubro de 1944) é um ex-ciclista olímpico argentino. Roqueiro representou sua nação nos Jogos Olímpicos de Verão de 1968, em Cidade do México.